# Pirámide Transamerica
La Pirámide Transamerica es el segundo rascacielos más alto de San Francisco, California, Estados Unidos. Aunque el edificio ya no contiene la sede de la Transamerica Corporation, quien trasladó su sede en Estados Unidos a Baltimore, Maryland, aún está asociada con la empresa y aparece en su logo. Diseñada por el arquitecto William Pereira y construido por la Hathaway Dinwiddie Construction Company, con 260 m de altura era en 1972, tras su finalización, fue el octavo rascacielos más alto del mundo. Fue el rascacielos más alto de la ciudad de San Francisco hasta 2018, cuando su altura fue superada por la Salesforce Tower.

## Historia
La Pirámide Transamerica fue encargada por el director ejecutivo de Transamerica, John (Jack) R. Beckett, con la petición de que dejara pasar la luz a la calle. Construida en la parcela del histórico Montgomery Block, tiene una altura de 260 m y 48 plantas, que contienen oficinas y espacio comercial.
La construcción comenzó en 1969 y terminó en 1972. Fue supervisada por el contratista de San Francisco Dinwiddie Construction (en la actualidad Hathaway Dinwiddie Construction Company). Transamerica trasladó su sede al nuevo edificio desde el otro lado de la calle, donde había estado en un edificio con forma de plancha ocupado en la actualidad por la Iglesia de la Cienciología de San Francisco.
Aunque la torre ya no es la sede de la Transamerica Corporation, aún está asociada con la empresa y aparece en su logo. El edificio se ha convertido en uno de los símbolos de San Francisco. Diseñada por el arquitecto William Pereira, se encontró con oposición durante el planeamiento y la construcción y era denominada a veces por sus detractores el "Pene de Pereira". John King, del San Francisco Chronicle, resumió la mejora de la opinión sobre el edificio en 2009 como "un icono arquitectónico del mejor tipo: uno que encaja en su ubicación y que mejora con los años."
La Pirámide Transamerica fue el edificio más alto al oeste de Chicago desde 1972 hasta 1974, sobrepasando al Bank of America Center. Fue superado por el Aon Center de Los Ángeles.
En 1999 Transamerica fue adquirida por la aseguradora neerlandesa Aegon. Cuando las operaciones que no eran de seguros de Transamerica se vendieron a GE Capital, Aegon conservó el edificio como una inversión.

### 11 de septiembre de 2001
El plan original de los atentados del 11 de septiembre de 2001 era secuestrar 12 aviones, de los cuales uno iba a impactar en la Pirámide Transamerica. Pero la operación era inabarcable, ya que eran demasiados objetivos, así que se redujeron a cinco los objetivos y uno de los que quitaron fue la Pirámide Transamerica.

## Diseño
El uso del suelo y las restricciones de edificación de la parcela limitaron la superficie de oficinas que se podía construir en la parcela, que se sitúa en el norte del distrito financiero. 
El edificio es una pirámide alta de cuatro lados con dos "alas" que contienen ascensores en el este, y una escalera y una torre de humo en el oeste. Los 64,6 m más altos del edificio son la aguja. Hay cuatro cámaras que apuntan a los cuatro puntos cardinales en la cima de la aguja, formando una plataforma de observación virtual. Cuatro monitores en el vestíbulo, cuya dirección y zoom pueden ser controlados por los visitantes, muestran las vistas de las cámaras las 24 horas del día. Tras los ataques del 11 de septiembre de 2001 se cerró una plataforma de observación en la planta 27, y se sustituyó con esta plataforma de observación virtual.
La cima de la Pirámide Transamerica está cubierta con paneles de aluminio. Durante Navidad, el Día de la Independencia y el aniversario del 11 de septiembre de 2001, se ilumina un faro brillante en la cima de la pirámide, llamado la "Joya de la Corona".

## Especificaciones
- La fachada del edificio está cubierta con cuarzo triturado, que da al edificio su color claro.
- La base, que tiene cuatro plantas, contiene 12000 m³ de hormigón y más de 500 km de barras de refuerzo de acero corrugado.
- Tiene 3678 ventanas.
- Los cimientos del edificio tienen 3 m de grosor, y fueron el resultado de un hormigonado continuo durante tres días, 24 horas al día. Los observadores que rodeaban la obra a pie de calle tiraron varios miles de dólares en cuartos y monedas al hoyo durante el hormigonado, para tener buena suerte.
- Solo dos de los dieciocho ascensores del edificio alcanzan la última planta.
- La propuesta original era un edificio de 350 m, que durante un año habría sido el segundo edificio más alto del mundo. La propuesta fue rechazada por la comisión de urbanismo de la ciudad, diciendo que obstruiría vistas de la Bahía de San Francisco desde Nob Hill.[1]
- El edificio se sitúa en el lugar donde estuvo temporalmente el Bank of Italy de A.P. Giannini después de que el terremoto de San Francisco de 1906 destruyera su oficina. Giannini fundó Transamerica en 1928 como un holding para su imperio financiero. Bank of Italy se convertiría posteriormente en Bank of America.
- En la base del edificio hay una placa que conmemora los dos perros famosos, Bummer y Lazarus.
- El casco del barco ballenero Niantic, un objeto de la fiebre del oro de California de 1849, se sitúa casi debajo de la Pirámide Transamerica, y su ubicación está marcada por una placa histórica fuera del edificio (el Monumento Histórico de California #88).
- La cima de aluminio se ilumina indirectamente desde dentro por la noche.
- Las dos alas aumentan el espacio interior en las plantas más altas. Una extensión es la parte superior de los núcleos de ascensores y la otra es una torre de evacuación de humos en caso de fuego.[7]
- En la cima hay una pirámide de cristal, que contiene balizas de señalización rojas y el faro, más brillante.

## Ocupantes
- ATEL Capital Group[8]
- Bank of America Merrill Lynch[9]
- Incapture Group[10]
- TSG Consumer Partners
- URS Corporation